# Stephen Ostojić av Bosnien
Stephen Ostojić av Bosnien, död efter 1421, var Bosniens regent från 1418 till 1420.